# Apatura fabreae
Apatura fabreae är en fjärilsart som beskrevs av Le Moult 1947. Apatura fabreae ingår i släktet Apatura och familjen praktfjärilar. Inga underarter finns listade i Catalogue of Life.